# Паудерли, Тиренс Винсент
Тиренс Винсент Паудерли (англ. Terence Vincent Powderly; 22 января 1849, Carbondale, Пенсильвания — 24 июня 1924, Петуорт) — американский политик, реформист и деятель рабочего движения ирландского происхождения, наиболее известный как руководитель так называемого «Ордена рыцарей труда» в конце 1880-х годов.

## Биография
В детстве перенёс скарлатину и корь, вследствие чего оглох на одно ухо. С 13-летнего возраста работал стрелочником, затем тормозным кондуктором. По первоначальной специальности был машинистом, однако был уволен с железных дорог во время кризиса 1873 года. Затем получил юридическое образование и имел адвокатскую практику.
Ещё во время работы железнодорожником вступил в Союз машинистов и кузнецов в 1871 году, быстро продвигался по карьерной лестнице и вскоре стал председателем этого профсоюза. К «Ордену рыцарей труда», бывшему крупнейшим общенациональным профсоюзом США в XIX веке, он присоединился в 1876 году, уже в 1877 году был избран его секретарём, а в 1879 году возглавил эту организацию и руководил ей до 1896 года; основной размах её деятельности пришёлся на 1885—1886 годы.
В 1878 году, на волне проходивших здесь прошлогодних забастовок, был одновременно избран мэром пенсильванского города Скрэнтона от Гринбекерско-рабочей партии и занимал этот пост на протяжении двух трёхлетних сроков. В рабочем движении отстаивал гринбекерскую идеологию «производственности» (Producerism) против социализма.
На посту руководителя Паудерли, как считается, показал себя плохим управленцем, не способным грамотно и вовремя отслеживать и координировать множество рабочих мероприятий, вследствие чего численность членов «рыцарей» стала сокращаться, особенно после Хеймаркетского бунта 1886 года, а сама организация стала постепенно уступать свои позиции Американской федерации труда. Кроме того, его деятельность подвергалась критике со стороны многих коллег: Паудерли, несмотря на его отстаивание идеи о 8-часовом рабочем дне, преуменьшал значение стачечной борьбы, призывал рабочих не устраивать длительных забастовок и вести мирные переговоры с предпринимателями относительно улучшения условий труда.
Хотя под его руководством профсоюз считался самым социально прогрессивным в стране, поскольку в него принимали женщин и афроамериканцев, Паудерли отличался нетерпимостью к рабочим-иммигрантам; как следствие, он сыграл важную роль в принятии ограничивавшего миграцию Закона о трудовых договорах для чужеземцев (Alien Contract Labor Law) и оправдывал всплески ксенофобского насилие наподобие бойни в Рок-Спрингсе.
В 1896 году он был отстранён от руководства Орденом и вступил в ряды Республиканской партии. В 1897—1902 годах — благодаря поддержке президента Маккинли — служил генеральным комиссаром США по вопросам иммиграции, пока не был отстранён новым президентом Теодором Рузвельтом. В 1907—1921 годах занимал должность руководителя отдела информации Бюро по иммиграции.